# 張寔 (漢趙)
張寔（?—?），五胡十六国時代漢（前趙）政治人物。昭武帝刘聪的舅舅（刘聪母張氏之弟）。
張寔在外甥刘聪手下担任鉅鹿郡太守。任地治安良好，治任威強，路不拾遗。後转任輔漢将軍。312年三月，其女張徽光、張麗光都被皇太后張氏召入後宮，封为貴人。同年十二月，刘聪立張徽光为皇后，張寔升任为左光禄大夫。刘聪先让他進任为司徒、太保，他流泣固辞。張寔不敢以富貴自居，自身骑痩馬，妻子乘坐坏車。